# Richard Schmidt (homme politique, 1871)
Pour les articles homonymes, voir Richard Schmidt (homonymie) et Schmidt.
Ne doit pas être confondu avec Richard Schmidt (homme politique, 1864).
Franz Richard Schmidt (né le 4 mai 1871 à Krögis et mort le 13 février 1945 à Dresde) est un homme politique allemand du SPD.

## Biographie
Schmidt étudie l'école primaire de Krögis jusqu'en 1885, puis complète un apprentissage de potier à Meissen, qu'il termine en 1889 avec l'examen de compagnon. Après avoir travaillé comme potier jusqu'en 1899, il travaille comme libraire jusqu'en 1908. Il travaille ensuite dans le syndicat des potiers en tant que secrétaire ouvrier à plein temps et rédacteur en chef du journal syndical. Il est tué dans l'un des raids de bombardement alliés sur Dresde en 1945.

## Député
Schmidt, qui est membre du conseil municipal de Meißen depuis 1907, est élu pour la première fois en 1912 pour la circonscription de Meissen au Reichstag de l'Empire allemand, auquel il appartient jusqu'en 1918. Depuis l'élection du 19 janvier 1919, il est membre de l'Assemblée nationale de Weimar jusqu'à sa fin en 1920. Puis il est de nouveau député du Reichstag jusqu'en 1930.